# Óscar Téllez
Óscar Téllez Gómez (Madrid, 2 aprile 1975) è un ex calciatore spagnolo, di ruolo difensore.

## Carriera

### Club
Cominciò la carriera professionistica nel 1993, in Tercera División con il Moscardó, con cui ottiene nel 1994 la promozione in Segunda División B. Nel 1995 passa al Real Aranjuez, con cui colleziona 33 presenze in campionato. Nel 1996 viene acquistato dal Pontevedra, con cui colleziona 34 presenze in campionato. Nel 1997 viene acquistato dall'Alavés, club della Segunda División. Con l'Alavés colleziona 37 presenze e 3 reti, ottenendo la promozione in Primera División. Nell'estate del 1998 viene acquistato dal Valencia. Tuttavia, in sei mesi, riesce a collezionare una sola presenza. Nel mercato invernale viene ceduto al Villarreal, con cui conclude il campionato collezionando 20 presenze. Nell'estate del 1999 torna a titolo definitivo all'Alavés. Milita nell'Alavés per sette stagioni, collezionando 200 presenze in campionato e 5 reti, oltre al secondo posto in Coppa UEFA 1999-2000. Nell'estate 2006, si ritira.

### Nazionale
Ha debuttato con la nazionale spagnola il 25 aprile 2001, nell'amichevole internazionale Spagna-Giappone, terminata 1-0 per i padroni di casa. Fra il 2000 e il 2004 colleziona 4 presenze in nazionale.

## Statistiche

### Presenze e reti nei club
| Stagione        | Squadra         | Campionato      | Campionato | Campionato | Coppe nazionali | Coppe nazionali | Coppe nazionali | Coppe continentali | Coppe continentali | Coppe continentali | Altre coppe | Altre coppe | Altre coppe | Totale | Totale | Totale |
| Stagione        | Squadra         | Comp            | Pres       | Reti       | Comp            | Pres            | Reti            | Comp               | Pres               | Reti               | Comp        | Pres        | Reti        | Pres   | Reti   |        |
| --------------- | --------------- | --------------- | ---------- | ---------- | --------------- | --------------- | --------------- | ------------------ | ------------------ | ------------------ | ----------- | ----------- | ----------- | ------ | ------ | ------ |
| 1993-1994       | Moscardó        | TD              | ?          | ?          | -               | -               | -               | -                  | -                  | -                  | -           | -           | -           | ?      | ?      |        |
| 1994-1995       | Moscardó        | SDB             | 35         | 2          | CR              | 3               | 0               | -                  | -                  | -                  | -           | -           | -           | 38     | 2      |        |
| Totale Moscardó | Totale Moscardó | Totale Moscardó | 35+        | 2+         |                 | 3               | 0               |                    | -                  | -                  |             | -           | -           | 38+    | 2+     |        |
| 1995-1996       | Real Aranjuez   | SDB             | 33         | 0          | CR              | 3               | 0               | -                  | -                  | -                  | -           | -           | -           | 36     | 0      |        |
| 1996-1997       | Pontevedra      | SDB             | 34         | 0          | CR              | 0               | 0               | -                  | -                  | -                  | -           | -           | -           | 34     | 0      |        |
| 1997-1998       | Alavés          | SD              | 37         | 3          | CR              | 9               | 0               | -                  | -                  | -                  | -           | -           | -           | 46     | 3      |        |
| 1998-gen. 1999  | Valencia        | PD              | 1          | 0          | CR              | 0               | 0               | Intertoto+UEFA     | 1+0                | 0+0                | -           | -           | -           | 2      | 0      |        |
| gen.-giu. 1999  | Villarreal      | PD              | 20+2       | 0+0        | CR              | 4               | 0               | -                  | -                  | -                  | -           | -           | -           | 26     | 0      |        |
| 1999-2000       | Alavés          | PD              | 33         | 1          | CR              | 2               | 0               | -                  | -                  | -                  | -           | -           | -           | 35     | 1      |        |
| 2000-2001       | Alavés          | PD              | 31         | 2          | CR              | 1               | 0               | UEFA               | 12                 | 2                  | -           | -           | -           | 44     | 4      |        |
| 2001-2002       | Alavés          | PD              | 30         | 0          | CR              | 2               | 0               | -                  | -                  | -                  | -           | -           | -           | 32     | 0      |        |
| 2002-2003       | Alavés          | PD              | 25         | 0          | CR              | 3               | 0               | UEFA               | 3                  | 0                  | -           | -           | -           | 31     | 0      |        |
| 2003-2004       | Alavés          | SD              | 38         | 1          | CR              | 7               | 0               | -                  | -                  | -                  | -           | -           | -           | 45     | 1      |        |
| 2004-2005       | Alavés          | SD              | 39         | 1          | CR              | 0               | 0               | -                  | -                  | -                  | -           | -           | -           | 39     | 1      |        |
| 2005-2006       | Alavés          | PD              | 4          | 0          | CR              | 0               | 0               | -                  | -                  | -                  | -           | -           | -           | 4      | 0      |        |
| Totale Alavés   | Totale Alavés   | Totale Alavés   | 200        | 5          |                 | 15              | 0               |                    | 15                 | 2                  |             | -           | -           | 230    | 7      |        |
| Totale carriera | Totale carriera | Totale carriera | 362+       | 10+        |                 | 34              | 0               |                    | 16                 | 2                  |             | -           | -           | 412+   | 12+    |        |

### Cronologia presenze e reti in nazionale
| Cronologia completa delle presenze e delle reti in nazionale ― Spagna | Cronologia completa delle presenze e delle reti in nazionale ― Spagna | Cronologia completa delle presenze e delle reti in nazionale ― Spagna | Cronologia completa delle presenze e delle reti in nazionale ― Spagna | Cronologia completa delle presenze e delle reti in nazionale ― Spagna | Cronologia completa delle presenze e delle reti in nazionale ― Spagna | Cronologia completa delle presenze e delle reti in nazionale ― Spagna | Cronologia completa delle presenze e delle reti in nazionale ― Spagna |
| Data                                                                  | Città                                                                 | In casa                                                               | Risultato                                                             | Ospiti                                                                | Competizione                                                          | Reti                                                                  | Note                                                                  |
| --------------------------------------------------------------------- | --------------------------------------------------------------------- | --------------------------------------------------------------------- | --------------------------------------------------------------------- | --------------------------------------------------------------------- | --------------------------------------------------------------------- | --------------------------------------------------------------------- | --------------------------------------------------------------------- |
| 25-4-2001                                                             | Cordova                                                               | Spagna                                                                | 1 – 0                                                                 | Giappone                                                              | Amichevole                                                            | -                                                                     | 46’                                                                   |
| 5-9-2001                                                              | Vaduz                                                                 | Liechtenstein                                                         | 0 – 2                                                                 | Spagna                                                                | Qual. Mondiali 2002                                                   | -                                                                     |                                                                       |
| 14-11-2001                                                            | Huelva                                                                | Spagna                                                                | 1 – 0                                                                 | Messico                                                               | Amichevole                                                            | -                                                                     | 46’                                                                   |
| 13-2-2002                                                             | Barcellona                                                            | Spagna                                                                | 1 – 1                                                                 | Portogallo                                                            | Amichevole                                                            | -                                                                     | 65’                                                                   |
| Totale                                                                |                                                                       | Presenze                                                              | 4                                                                     |                                                                       | Reti                                                                  | 0                                                                     |                                                                       |

## Palmarès

### Club

#### Competizioni internazionali
- Coppa Intertoto UEFA: 1

Valencia: 1998